# Études du symbolisme antique et de la mythologie
Les Études du symbolisme antique et de la mythologie forment un ouvrage de recherches à propos de l'histoire de la philosophie et de la culture antique, rédigé par le philologue et philosophe russe Alexeï Lossev (1893-1988).

## Contenu des études
Les Études du symbolisme antique et de la mythologie se divisent en plusieurs chapitres, ou essais, consacrés à différents aspects de la culture antique.
Le premier sert de préambule. Il expose les conceptions du symbolisme antique, plus ou moins intéressantes selon le point de vue de l'auteur, de Nietzsche et de Spengler.
S'appuyant sur la matière énoncée, Lossev livre sa propre conception de l'antiquité comme type de culture. Il en vient à la conclusion que pour l'antiquité l'aspect corporel que prennent les intuitions distinctives, dans leur expression visuelle et plastique, possède son propre objet qui fait la synthèse de l'infini et du fini, en une forme concrète, souvent au sens mystique du terme.
Le deuxième est consacré aux aspects mythologiques et philosophiques de la pensée grecque ancienne. Lossev expose sa pensée concernant les liens entre la science antique primitive et la mythologie.
Le troisième traite de la terminologie de Platon. Lossev examine tous les lieux narratifs de Platon, dans lesquels sont énoncés les termes d'« idée » et d'« eidos », et donne une analyse systématique de leur signification, telle qu'elle est comprise dans le vocabulaire du philosophe.
Le quatrième prolonge la thématique du précédent. Il est consacré à la recherche systématique de l'enseignement de Platon à propos des « idées ». L'auteur trouve cinq types de fondements permettant de comprendre le sens de ce que Platon voulait traduire par « idée »:
- Le premier, réaliste et naïf, consiste en ce que l'« idée » désigne l'aspect extérieur de la chose.
- Le second, descriptif, donne une compréhension de l'« idée » comme sens de l'intégrité et de la totalité de l'objet.
- Le troisième est défini par Lossev comme transcendantal : l'« idée » est comprise en tant qu'essence de la chose.
- Le quatrième est qualifié de dialectique ou de mythe par Lossev : l'« idée » possède ici, selon les études conceptuelles de l'auteur, un sens de réalité immédiate, exprimée de manière esthétique.
- Le cinquième fondement de compréhension de l'« idée platonicienne » est défini par Lossev comme arythmologique. Il traite de l'« idée » comme nombre, c'est-à-dire comme être concret s'exprimant en tant que tel.

Ensuite, Lossev s'arrête à certains aspects de l'enseignement de Platon, comme le discours ou l'expression « sculpturale » et le discours ou l'expression « corporelle » (ou formelle). L'auteur relie la compréhension de l'« idée » - comme expression limitée et cognoscible de la forme des choses - aux représentations toujours clairement lisibles de la plastique, telles qu'elles existent dans la culture antique. Comme exemples de cette « plasticité », Lossev cite la sculpture antique et les mathématiques antiques, avec leur compréhension des nombres, ainsi que l'homoérotisme antique, qui prend son origine dans les cultes phalliques primitifs.
Le cinquième chapitre traite de la vision du monde aristotélicienne selon sa conception de l'esthétique, de la poétique et de la pédagogie. Lossev y trouve des traits communs à toute la culture antique, considérant qu'Aristote livre une vision du monde qui se déploie dans un enseignement du destin comme étant le principe de l'existence concrète des choses.
Le sixième chapitre, intitulé par Lossev comme nature sociale du platonisme, postule que le platonisme est une conception du monde d'un seul tenant qui est le produit spécifique de la société antique du Ve siècle av. J.-C. L'auteur en arrive à la conclusion que le point de vue socio-politique de Platon, tel qu'il est exprimé dans le dialogue de La République, apparaît comme une issue inéluctable et strictement logique au regard des tendances de la philosophie et de la culture grecques antiques.

## Historique de la publication
Cet ouvrage est publié en 1930 à Moscou sous la mention édité par l'auteur. Il a été réédité à Moscou en 1993 à la maison d'éditions Mysl (La Pensée), remis en forme et annoté par Aza Takho-Godi (qui fut l'élève de Lossev et conservatrice de ses manuscrits) et Igor Makhankov.

## Source
- (ru) Cet article est partiellement ou en totalité issu de l’article de Wikipédia en russe intitulé « Очерки античного символизма и мифологии (Лосев) » (voir la liste des auteurs).